# Jan Tomasz Hołowiński
Jan Tomasz Hołowiński (ur. 1 stycznia 1924 w Krośnie, zm. 6 maja 2011) – polski ekonomista, prof. dr hab., specjalista w zakresie ekonomii i prawa morskiego, wykładowca Wyższej Szkoły Handlu Morskiego w Sopocie, Instytutu Morskiego w Gdańsku, Akademii Ekonomicznej w Poznaniu (obecnie Uniwersytet Ekonomiczny w Poznaniu) oraz Wyższej Szkoły Zarządzania i Bankowości. Został pochowany na Cmentarzu Junikowo w Poznaniu. Był synem inżyniera Jana Włodzimierza Hołowińskiego.

## Życiorys
Ojciec inż. Jan Włodzimierz Hołowiński 1892-1960; realizator idei min. E. Kwiatkowskiego Polski na morzu, współbudowniczy i organizator rozwoju portu Gdynia, wicedyrektor Polsko-Skandynawskiego Towarzystwa Transportowego w Gdańsku i Gdyni /1925-1939/; organizator przerzutu informacji antyniemieckich do Szwecji podczas wojny 1940-1944; matka Kazimiera z Czelnych /1902-1991/; siostra Zofia Hołowińska ur. 1928 w Gdańsku, dr archeologii, pracownik Politechniki Gdańskiej /1952-1999/. Syn Jan Antoni Hołowiński ur. 1965, mgr-inż. współwłaściciel firmy dealerskiej szwedzkich samochodów ciężarowych Scania. Żona Elżbieta Maria Hołowińska z Gasińskich, ur. 1929, mgr geografii ekon. regionalnej. 
1933-1936 Polskie Gimnazjum im. J. Piłsudskiego w Wolnym Mieście Gdańsku, 1936-1939 Dulwich College London, 1944 tajna matura w Krośnie n/W; 1945-1949 studia na Wydziale prawno-ekonomicznym Uniwersytetu Poznańskiego oraz w Akademii Handlowej w Poznaniu; dr /kand./ prawa 1957; habilitacja i docentura 1964; prof. tytularna 1974 ("wyrokiem" KW PZPR wszelki awans od 1983 zablokowany - za krytykę prawną i polityczną Stanu Wojennego i jego autorów).
Wyższa Szkoła Handlu Morskiego w Sopocie asyst. 1949-1950; Wyd. Morskie w Gdańsku 1950; Związek Spółdzielni Rybołówstwa Morskiego w Gdyni 1951-1952 planista; Instytut Morski w Gdańsku 1952-1958, adiunkt; z powrotem WSHM jako Wyższa Szkoła Ekonomiczna Sopot 1958-1963. 
Z powodu prześladowań politycznych wewn.-krajowa emigracja do poznańskiej Akademii Ekonomicznej 1963-2000 jako docent i prof. nadzw.
Ponad 970 pozycji w różnych językach zach. z zakresu prawa morskiego, ekonomii, ubezpieczeń, w tym 20 zwartych /książkowych i skryptów/, 5 pozycji tłum. i wydanych za granicą.
Rada Naukowa Instytutu Morskiego w Gdańsku; Rada Naukowa Instytutu Międzynarodowego Prawa Transportowego w Rouen (Francja). Współredaktor miesięcznika "Technika i Gospodarka Morska" Gdańsk 1958-1976, sędzia klasy międzynarodowej rugby 1956-1974; arbiter Organizacji Arbitrażu Morskiego przy Międzynarodowej Izbie Handlowej w Paryżu i w arbitrażach ad hoc.

## Wybrana bibliografia autorska
- Czartery w polskim handlu morskim (1952, wraz z H. Grossem)
- Przeładunek według czarteru i konosamentu (1955)
- Uwagi o słownictwie handlu morskiego (1956, wraz z Z. Brockim)
- Ekonomika transportu (1959)
- Ekonomika transportu morskiego w zarysie (Wydawnictwo Morskie, Gdynia, 1961)
- Prawo międzynarodowe dla ekonomistów (Wydaw. AE, Poznań, 1978 dr. ukończ. 1979)